# Nawiady (gromada)
Nawiady – dawna gromada, czyli najmniejsza jednostka podziału terytorialnego Polskiej Rzeczypospolitej Ludowej w latach 1954–1972.
Gromady, z gromadzkimi radami narodowymi (GRN) jako organami władzy najniższego stopnia na wsi, funkcjonowały od reformy reorganizującej administrację wiejską przeprowadzonej jesienią 1954 do momentu ich zniesienia z dniem 1 stycznia 1973, tym samym wypierając organizację gminną w latach 1954–1972.
Gromadę Nawiady z siedzibą GRN w Nawiadach utworzono – jako jedną z 8759 gromad na obszarze Polski – w powiecie mrągowskim w woj. olsztyńskim na mocy uchwały nr 18 WRN w Olsztynie z dnia 4 października 1954. W skład jednostki weszły obszary dotychczasowych gromad Babięta, Goleń, Krawno, Machary, Mojtyny, Nawiady, Nowy Zyzdrój, Prusinowo i Zyzdrojowy Piecek ze zniesionej gminy Nawiady oraz obszar dotychczasowej gromady Cierzpięty ze zniesionej gminy Piecki w tymże powiecie. Dla gromady ustalono 16 członków gromadzkiej rady narodowej.
1 stycznia 1958 z gromady Nawiady wyłączono wsie Wólka Prusinowska i Nowy Zyzdrój, włączając je do gromady Stare Kiełbonki w tymże powiecie.
1 stycznia 1960 do gromady Nawiady włączono wsie Koczek, Nowe Kiełbonki, Nowy Zyzdrój, Wólka Prusinowska, Połom i Stare Kiełbonki, osady Bystrz i Ławny Lasek oraz leśniczówkę Zyzdrój ze zniesionej gromady Stare Kiełbonki w tymże powiecie.
31 grudnia 1961 z gromady Nawiady wyłączono wsie Koczek i Połom, osadę Bystrz oraz leśniczówkę Zyzdrój, włączając je do gromady Spychowo w powiecie szczycieńskim w tymże województwie.
Gromada przetrwała do końca 1972 roku, czyli do kolejnej reformy gminnej.